# Marktredwitz
Marktredwitz é uma vila da Alemanha localizada no distrito de Wunsiedel na região administrativa da Alta Francônia, no nordeste do estado da Baviera, próximo da fronteira com a República Checa.